# Leucania decoronata
Leucania decoronata là một loài bướm đêm trong họ Noctuidae.